# Grigor-Dérénik Arçrouni
Grigor-Dérénik Arçrouni (mort en 886/887) est un prince de Vaspourakan de la dynastie arménienne des Arçrouni. Il règne sur cette région de l'Arménie historique en l'absence de son père de 857 à 868, puis après la mort de celui-ci de 874 à 886/887.

## Contexte
Depuis la fin du VIIe siècle, l'Arménie est une province sous domination arabe, dirigée par un ostikan (« gouverneur ») arabe représentant le Calife omeyyade puis abbasside, et est un champ de bataille entre celui-ci et l'Empire byzantin jusqu'au début du IXe siècle. Afin de renforcer leur autorité, ces ostikans implantent dans les diverses contrées arméniennes des émirs ; le Vaspourakan, province historique arménienne où sont situés les domaines des Arçrouni, n'échappe pas à la règle. Cette famille profite cependant des volontés d'autonomie des émirs locaux et de l'opposition qu'elles créent avec le gouverneur pour progressivement étendre son autorité dans la province : en 850 et sans que l'on sache trop comment, les Arçrouni sont ichkans (« princes ») de Vaspourakan. La reprise en main de l'Arménie par le général turc Bougha au nom du Calife al-Mutawakkil dans les années 850 affecte de nombreux nakharark dont les Arçrouni.

## Biographie
Fils d'Achot Ier, prince de Vaspourakan, Grigor-Dérénik est dans ce contexte capturé avec son père et d'autres membres de la famille lors de la campagne du Turc Bougha en 852. Ces Arçrouni sont envoyés en exil à Samarra où ils sont contraints à une apostasie formelle. En 857, le Calife décide cependant de renvoyer au Vaspourakan le jeune Grigor-Dérénik, accompagné de son oncle Gourgen qui le conseille jusqu'à sa mort en 860. Dès 862, le jeune prince entre en conflit avec un cousin, également nommé Gourgen, qu'il capture puis relâche à la suite d'une médiation d'Achot Ier, prince des princes arméniens. Ce dernier, qui cherche à affaiblir le Vaspourakan, se retourne peu après contre Grigor-Dérénik, le fait prisonnier et réduit son domaine aux cantons environnant Van. Cette action réveille la fibre familiale de Gourgen, qui force Achot à relâcher Grigor-Dérénik ; la réconciliation est assurée par l'union de ce dernier avec Sophie, fille d'Achot, ce qui le fait ainsi rentrer dans la parentèle des Bagratides.
L'année 868 voit le retour d'exil du père de Grigor-Dérénik, Achot Arçrouni, qui, secondé par son fils reprend la lutte contre Gourgen, qui se conclut par un nouveau statu quo. Le père et le fils tentent ensuite de réduire les enclaves musulmanes du Vaspourakan mais ne parviennent qu'à prendre la ville de Varag en 870. Achot meurt le 27 mai 874, laissant les rênes du Vaspourakan à Grigor-Dérénik.
Grigor-Dérénik rentre alors en conflit avec un autre Achot, prince bagratide du Taron, qu'il cherche à remplacer par le frère d'Achot, Davith, qui est son beau-frère ; il y parvient en 878. Achot réussit cependant à s'échapper grâce à la complicité de son geôlier, un certain Hasan, neveu de Grigor-Dérénik qu'il finit par ailleurs par capturer avant de le libérer à la suite de l'intervention du prince des princes Achot Ier.
Les dernières années du règne de Grigor-Dérénik sont consacrées à sa lutte contre un autre collatéral, Gagik Aboumerwan. Le prince meurt à quarante ans au cours d'un guet-apens lors d'une expédition contre l'émir de Her en 887 ; son fils aîné, Achot-Sargis, lui succède, sous la régence de Gagik Aboumerwan.

## Descendance
Grigor-Dérénik et Sophie ont trois fils et deux filles, :
- Achot-Sargis, prince de Vaspourakan ;
- Khatchik-Gagik, prince puis roi de Vaspourakan ;
- Gourgen, prince de Vaspourakan ;
- Sophie, épouse de Smbat Ier de Siounie orientale ;
- une fille au prénom inconnu.